# 吳桓 (清朝)
吴桓（？—？），安徽无为人，清朝政治人物。举人出身。
吴桓曾于1802年接替李克轼任娄县知县一职，1803年由孙珏接任。